# Champagnac-de-Belair
Champagnac-de-Belair – miejscowość i gmina we Francji, w regionie Nowa Akwitania, w departamencie Dordogne.
Według danych na rok 1990 gminę zamieszkiwało 658 osób, a gęstość zaludnienia wynosiła 36 osób/km² (wśród 2290 gmin Akwitanii Champagnac-de-Belair plasuje się na 602. miejscu pod względem liczby ludności, natomiast pod względem powierzchni na miejscu 601.).